# Saint-Max
Saint-Max è un comune francese di 9 948 abitanti situato nel dipartimento della Meurthe e Mosella nella regione del Grand Est.
Fa parte, insieme ad altri 19 comuni, della Comunità Urbana di Grand Nancy costituendone di fatto quello che in Italia viene definito "quartiere" o "circoscrizione".

## Società

### Evoluzione demografica
Abitanti censiti